# Ingvild Mucauro
Ingvild da Ofilia Agostinho Mucauro, née le 12 septembre 1992 à Chimoio, est une joueuse mozambicaine de basket-ball évoluant au poste d'ailier.

## Carrière
Elle termine troisième du Championnat d'Afrique féminin de basket-ball des 18 ans et moins en 2008.
Elle participe avec l'équipe du Mozambique au championnat d'Afrique 2015, terminant sixième, au championnat d'Afrique 2019, terminant à la quatrième place et au championnat d'Afrique 2021, terminant à la cinquième place.
Elle évolue en club au Ferroviário de Maputo.